# Cité internationale de la bande dessinée et de l'image

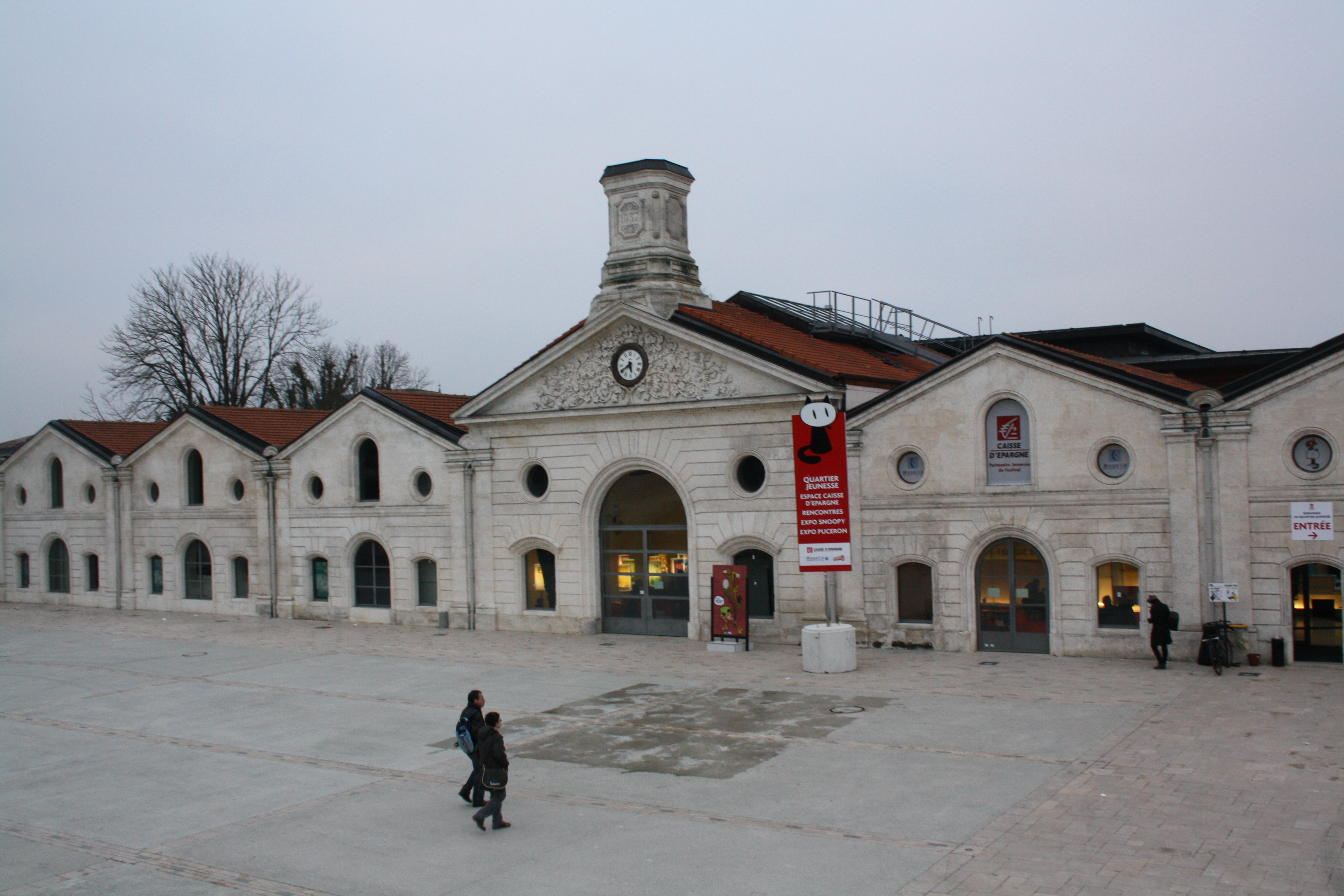
Ingang van het museum (2011)

Het Cité internationale de la bande dessinée et de l'image (voordien Centre national de la bande dessinée et de l'image of CNBDI) is een kunstmuseum gelegen in de Franse stad Angoulême. Het museum is gewijd aan de strip.
Het museum is verspreid over meerdere gebouwen in de stad en omvat onder meer een stripbibliotheek en een documentatiecentrum.

## Geschiedenis

### Voorgeschiedenis
In 1974 werd het Internationaal stripfestival van Angoulême voor het eerst georganiseerd. Daar waren enkele tijdelijke tentoonstellingen en na afloop doneerden enkele striptekenaars een deel aan het kunstmuseum Musée d'Angoulême. Dat waren de eerste stukken van de oorspronkelijke collectie voor het latere stripmuseum. De eerste aankopen voor deze collectie werden in 1982 gedaan. In 1983 kreeg de collectie een permanente tentoonstelling in galerij Saint-Ogan van het Musée d'Angoulême.
In de jaren 80 hadden de toenmalige Franse minister van Cultuur Jack Lang en de Franse president François Mitterrand plannen om de Franse cultuur te heropwaarderen. Bij een bezoek aan het stripfestival in 1982 had Lang bovenstaande collectie van het Musée d'Angoulême gezien, waarna hij op het idee kwam om een stripmuseum in Angoulême voor te stellen. Als onderdeel van deze cultuurgerelateerde plannen kondigde Lang in 1982 de Quinze mesures pour la bande dessinée aan. Deze vijftien maatregelen waren bedoeld om de Franse strip te promoten. Een van die maatregelen was het voorstel om een nationaal stripmuseum in Angoulême te openen. Er waren echter heel wat politici die dat liever in Parijs wilden. Uiteindelijk werd er dan in 1984 toch beslist om het stripmuseum in Angoulême aan te leggen als onderdeel van de Grand Travaux van Mitterrand.
De voormalige brouwerij Champigneulles werd door de stad Angoulême als locatie gekozen. In 1985 werd er dan een architectuurwedstrijd gehouden die gewonnen werd door de architect Roland Castro. Vanaf 1986 werd de brouwerij verbouwd naar zijn ontwerp met een geplande opening in 1988. Wegens vertraging werd het museum enkele jaren later dan gepland geopend.

### Het museum
In 1990 werd het gebouw ingehuldigd en werd de stripbibliotheek al geopend, maar het museum zelf was nog niet af. Wel werd er een grote tentoonstelling genaamd Le musée des ombres gehouden. In januari 1991 werd het museum officieel geopend tijdens het stripfestival. Het kreeg "Centre national de la bande dessinée et de l'image" als naam. In 1995 kreeg ruimte van de bibliotheek een uitbreiding.
In december 2005 werd een verhuizing naar een nieuw gebouw aangekondigd. Het nieuwe gebouw bestond al sinds 1857, maar het werd uitgebreid en gerenoveerd naar het ontwerp van architect Jean-François Bodin. De werken begonnen in januari 2007. Vanaf september 2007 versmolt het museum met het Maison des auteurs en veranderde de naam in "Cité internationale de la bande dessinée et de l'image".
De organisatie van het stripfestival was ook gevraagd om mee te fuseren, maar zij weigerden. Deze fusie was officieel op 1 januari 2008 afgerond. Het nieuwe gebouw was af in maart 2009. Vervolgens verhuisde het museum in juni 2009 naar het grotere gebouw. Enkele onderdelen van het museum zoals de bibliotheek bleven in het oude gebouw.

## Collectie
Het museum heeft 10 permanente tentoonstellingen. Daarnaast zijn er ook zo'n 5 tijdelijke tentoonstellingen per jaar. De collectie omvat zo'n 12.000 platen en originele tekeningen. Daarnaast bevat de collectie ook tienduizenden gepubliceerde materialen zoals tijdschriften en stripalbums.

## Neuvième Art
Tussen 1996 en 2009 publiceerde het museum het stripinformatieblad Neuvième Art. Vanaf 2010 ging het tijdschrift online als Neuvième Art 2.0.